# Takeshis’
Takeshis’ ist eine selbstparodistische Komödie von Takeshi Kitano aus dem Jahr 2005. Die Hauptrollen übernahm „Beat“ Takeshi Kitano, die laut New York Times „produktivste gespaltene Persönlichkeit der Welt“. Die Basis des Drehbuchs bildet eine als „Fraktal“ bezeichnete Idee Kitanos.

## Einführung
„Beat“ Takeshi Kitano spielt drei(Quelle?) Rollen: einen japanischen Soldaten, Herr Kitano und Beat Takeshi. Die in Form von verschachtelten Träumen erzählte, in der zweiten Hälfte turbulent-blutige Komödie ist durchsetzt von skurrilen Leitmotiven, einem assoziativen Cut-up-Schnitt und Schauspielern in Doppelrollen, die mit wenig Rücksicht auf Sinnzusammenhänge dort auftreten, wo sie gerade gebraucht werden. Kitano bezieht sich stark auf seine früheren Werke und wohl auch auf seine Biographie.
Beat Takeshi (schwarzhaarig) ist ein erfolgreicher Yakuza-Darsteller, Herr Kitano (blond) ein unscheinbarer, unglücklicher Teilzeit-Clown. Über eine reiche Fantasie verfügen beide.

## Handlung
Ein kaiserlich-japanischer Soldat, der verwundet zwischen Weltkriegs-Trümmern liegt, wird von amerikanischen GIs gefunden.
In der Gegenwart kommt Beats Freundin im Rolls-Royce an einem schlafenden Taxifahrer vorbei, erinnert sich daran, wie sie einen afrikanischen Geistlichen empfing, und ihr Chauffeur steigt aus und denkt an eine Szene aus einem Film seines Chefs: ein Massaker aus einem Yakuza-Thriller. Der Film läuft auch auf einem Fernseher in einem Mah-Jongg-Raum, wo Beat gerade spielt. Später erinnert sich Beat an einen Streit mit seiner Produzentin über ein Glas Wasser, empfiehlt seinem Chauffeur, Taxifahrer zu werden, und rügt ihn, weil er den Rolls nicht mit Rechtslenkung gekauft hat. Er geht Nudeln essen, begegnet dem Transvestiten Miwa, und trifft im Studio den Vater eines jungen Onnagata (mit Fußball unterm Arm), der eine Rolle für seinen Sohn will. Er sieht bei den Stepptänzern nach dem Rechten. Er begegnet dem Clown Kitano und gibt ihm ein Autogramm. Beat lässt sich im Studio eine Rückentätowierung aufmalen und diskutiert mit seinem Manager müde darüber, wie das Leben dieses Kitano wohl aussehen mag.
Ein weiblicher Fan verwechselt Herrn Kitano vor seiner Wohnung mit dem Filmstar und schenkt ihm eine Puppe, die er wenig überrascht entgegennimmt. Dann geht er zu Bett vor dem Filmplakat von Hell Heat.
Beat dreht einen Suizid durch Kopfschuss in einem Strandhaus, mit einem Bauchverband, und in grellem Scheinwerferlicht.
Kitano wird vom Sonnenschein und dem Lärm der Werkstatt, über der er wohnt, geweckt, und geht zu Fuß zu einem Casting für die Rolle eines brüllenden Kochs in einem Beat-Film, und kommt an Fan, Rolls-Royce und Chauffeur direkt vor seiner Tür vorbei. Sein Nachbar und dessen schlampige Freundin verspotten ihn andauernd vor seiner Mietwohnung. Ein Clown beschimpft ihn auf offener Straße. Beim Casting konkurriert er mit einem Angestellten, der zu schüchtern für die Rolle ist, mit einem Method Actor, der übers Ziel hinausschießt und einem Yakuza, der sich seinen Text nicht merken kann, und Kitano ist offensichtlich derart ungeeignet, dass die Produzentin das Vorsprechen abbricht, ohne dass er einen Ton gesagt hat. In den Pausen gibt er sich filmischen Gewaltfantasien hin, sieht sich z. B. mit gesenktem Kopf in einem Porsche im Pulverdampf, oder erinnert sich daran, wie er eine Ladendiebin erwischte (die wie die Produzentin aussieht), die dann notgedrungen zwei Packungen Kaugummi mitnehmen musste, die Gelegenheit aber zum Geldwechseln nutzte, oder davon, dass er die Rolle tatsächlich bekommt. Er verliert beim Mah-Jongg gegen einen Taxifahrer, und erlebt, wie der Yakuza sich dort mit gezogener Waffe Respekt verschafft. Im Nudelrestaurant wird er von brüllenden Köchen gedemütigt (die dem Angestellten und dem Yakuza bis aufs Haar gleichen). Kitano träumt von einem Leben als Taxifahrer, in dem er aber nur hoffnungslos überladen im Slalom auf Leichenbergen und dann im Abgrund endet. Beim zweiten Casting mit Yakuza-Sprüchen kommt er wegen des Feierabends wieder nicht zum Zug, und er erhält den Job schon deshalb nicht, weil Beat sich die Haare hat bleichen lassen und er dem Star nun zu ähnlich sieht. Ein Verehrer (der dem Garderobier des Studios ähnelt) schenkt ihm in seinem Supermarkt einen Blumenstrauß. Über dem Beobachten eines Tausendfüßlers darin nickt er ein.
Ein blutüberströmter Räuber, der vor dem Yakuza auf der Flucht ist, reißt ihn auf den Tresen trommelnd aus dem Schlaf und versteckt sich bei ihm, und Kitano kommt an eine Tasche mit einem Waffenarsenal. Zuhause überlegt er sich bei Spaghetti mit einem Glas Wasser, wie er den Räuber nicht ohne Gegenwehr in eine Mülltonne entsorgen würde, und malt sich aus, wie es enden würde, würde er bewaffnet in das Nudelrestaurant gehen. Am nächsten Tag beginnt er, Rache zu nehmen. Er scheint mit dem Nachbarn abzurechnen, er brennt mit dessen Freundin durch, richtet ein Blutbad beim Mah-Jongg an (verschont den Taxifahrer) und führt den Amoklauf im Nudelrestaurant durch (lässt die Zwillinge davonkommen). Er begeht im Taxi einen brutalen Bankraub (lässt eine Bankkundin am Leben), und hat einen Nervenzusammenbruch, weil ihm das Wechselgeld ausgeht. Dann stattet er sich aus wie Beat (schwarzer Anzug, Sonnenbrille, roter Porsche). Nach dem bleihaltigen Showdown zwischen Porsche und Rolls-Royce folgt in einem Varieté nach zwei traurigen Liedern von Miwa, dem Pappmaché-Tausendfüßler und einem Stepptanz eine Schießerei mit u. a. dem blutverklebten Eigentümer der Tasche, zugleich Breakdancer. Der DJ scratcht noch ein letztes Mal, als er großkalibrig in die Brust getroffen wird, und Kitanos Blutrausch legt sich etwas, weil die Schallplatte rotieren darf, mit einem versöhnlichen Schlager (Let's Meet in Our Dreams/Yume De Aimasho – Sumiko Sakamoto). Stattdessen prügelt sich seine Geisel mit der Bankkundin auf Leben und Tod. Im Freien folgt ein Traum mit einem Schwarzen mit Stirnlampe, einer Draisine und einem Stepptanz. Daran schließt sich eine nächtliche Massenschießerei unterm Sternenzelt an. Die beiden vertreiben sich die Zeit am Strand, und seine Begleiterin stellt sich als olympiareife Kunstturnerin heraus. Der Kabukitänzer, sein Vater und der afrikanische Geistliche spielen dort Fußball. Seine Braut wird von dem Nachbarn abgeholt, der Taxifahrer schnappt sich die Beute aus dem Banküberfall. Es folgt eine Schlacht: Kitano gegen hochgerüstete Polizeihundertschaften. Weitere Wellen folgen in Form von Samurai, Soldaten mit Atemschutzmasken und Sumōringer-Zwillingen hinter Schilden (der weibliche Fan läuft in den Kugelhagel). Er wird tödlich verwundet. Der Porsche wird perforiert, und die archetypische Bankkundin entwendet die Waffen. Als er ermattet im Auto sitzt, trommelt der Vater des Kabukitänzers an die Scheibe und bittet, seinem Sohn doch eine Chance beim Film zu geben.
Vom Klopfen des Räubers wacht Beat aus einem Sekundenschlaf im Supermarkt auf, der alles nur geträumt hat. Er spielt seine Filmrolle als Verkäufer weiter, indem er die Tasche mit Waffen erobert, und bekommt nach dem „Cut!“ von der Filmcrew einen Blumenstrauß überreicht.
Dies stellt sich als Tagtraum von Kitano heraus, der im Supermarkt mit dem Blumenstrauß steht. Er wirft Beats Autogramm in die Mülltonne, geht in seine trostlose Wohnung, wundert sich, wo der Fan geblieben ist, halluziniert den Clown (in der Puppe), und er erinnert sich, dass das Autogramm nicht „an Herrn Kitano“ gerichtet war, wie er es wollte, sondern „an Herrn Clown“. Er springt wütend auf, nimmt ein Küchenmesser mit, lauert seinem Idol zuhause auf und ersticht ihn, der qualvoll stirbt.
Aus diesem Albtraum wacht Beat beim Tätowieren auf und hebt den Kopf mit der gleichen Geste wie der verwundete kaiserlich-japanische Soldat zu Beginn.
Aus diesem Traum erwacht der Soldat vor einem amerikanischen GI im Zweiten Weltkrieg. Der Film endet mit der Wiederholung der Schießerei aus dem Yakuza-Thriller und einem „Was nun?“

## Verschiedenes
Das Kostümdesign übernahm Yōji Yamamoto. Ai No Okurimono und Yoitomake No Uta („Heavy Laborer's Song“) sang Akihiro Miwa. Am Plattenteller stand DJ Hanger.
Einer Fanseite zufolge löste bereits die Ankündigung in Cannes 2005 mit der schlichten Zeile „Takeshis´ – 500% Kitano – Nichts hinzuzufügen!“ (Takeshis’ – 500% Kitano – Nothing to add!) ohne jede weitere Information „sofortige Verwirrung“ (instant confusion) aus. Kitano sagte der New York Times, die „gewisse Distanz“ zwischen dem Regisseur und den beiden Hauptdarstellern wäre dem Unternehmen nicht abträglich gewesen. Der Titel des Films scheint sich im Japanischen auch zu „Takeshi stirbt“ übersetzen zu lassen.

## Kritiken
Der Film erhielt sehr unterschiedliche Kritiken. Vor allem verwirrte er die Zuschauer und wurde nach seiner Premiere in Venedig auch nur noch selten bei anderen Filmfesten gezeigt. Anton Bitel sprach von einem „selbstkritischen“ Film, das Lexikon des internationalen Films von einem selbstverliebten. Das Online-Angebot der New York Times sah eine Ähnlichkeit zu Being John Malkovich, Exclaim sprach von einem „schrulligen 8½“.
- „eine Nummernrevue […] für eingeschworene Kenner und Fans“ – Lexikon des internationalen Films[11]

- „etwa an der Ein-Stunden-Marke habe ich angefangen, am psychischen Wohlbefinden des Autors/Regisseurs/Cutters/Stars zu zweifeln.“ – Jon Popick, Planet Sick-Boy [sic][14]

- „Kitano scheint Berühmtheit als Katalysator für Durcheinander zu sehen, mit Filmzuschauern, die eine natürliche Tendenz haben, die Leinwandperson eines Schauspielers mit seinem Privatleben zu vermischen, und […] ihre eigenen Leben und die ihrer Star-Vorbilder zu verwechseln.“ – Bryant Frazer, deep-focus.com[15]

- „ein maßloses, monotones und letztlich unerträgliches Solo […] Nur empfohlen für Kitano-Fans, die auch F wie Fälschung für Orson Welles´ besten Film halten – und das sind dann nicht mehr viele.“ – Scott Tobias, A. V. Club[16]

Derek Elley schrieb in Variety am 2. September 2005, dem „janusköpfigen“ Filmemacher würde zu früh „der Treibstoff ausgehen“ (runs out of gas), von da an würde diese „selbstreflektierende Schichttorte“ (self-reflexive layer cake) mit sinnloser Ballerei ihren „eigenen Schwanz jagen“ (chasing its own tail). Die letzten 35 Minuten wären als „Parade künstlerischer Frustration“ (display of artistic frustration) in erster Linie „deprimierend“ (depressing).
- „ein komplett unbrauchbares Artefakt […] der Inbegriff von solipsistisch […] Das ist arrogant und demütig – Ein Film, der zugleich akribisch konstruiert und hoffnungslos chaotisch ist, eine Kupplung von Gegensätzen unter schroffer Spannung, manchmal tollpatschig, manchmal elegant, […ein] Fußnotenapparat“ – Walter Chaw, Film Freak Central[17]

- „Ein Film über die alten Zeiten […] eine Fuge der Selbstabschälung und der Selbstzweifel, die nahelegt, das Steingesicht würde, zumindest hinter der Kamera, langsam Risse zeigen.“ – Adam Nayman, Cinemascope[18]